# Daniel F. Galouye
Daniel Francis Galouye (n. 11 februarie 1920, New Orleans, Luisiana – d. 7 septembrie 1976, New Orleans) a fost un scriitor american de literatură științifico-fantastică. În timpul anilor 1950 și 1960, a publicat numeroase povestiri în diferite reviste de profil, uneori semnându-se sub pseudonimul Louis G. Daniels.

## Lucrări

### Romane
- - Dark Universe (1961)
  - Lords of the Psychon (1963)
  - Simulacron-3 (1964, publicat sub titlul Counterfeit World în Marea Britanie) - printre primele opere literare care descriu o realitate virtuală
  - A Scourge of Screamers (1968, publicat sub titlul The Lost Perception în Marea Britanie)
  - The Infinite Man (1973) (refacere a două povestiri care începe cu Tonight the Sky Will Fall! (din revista Imagination, mai 1952 ))

### Colecții
- - The Last Leap and other stories of the supermind (1964) [contents as *TLL below]
  - Project Barrier (1968) [contents as *PB below]

### Povestiri

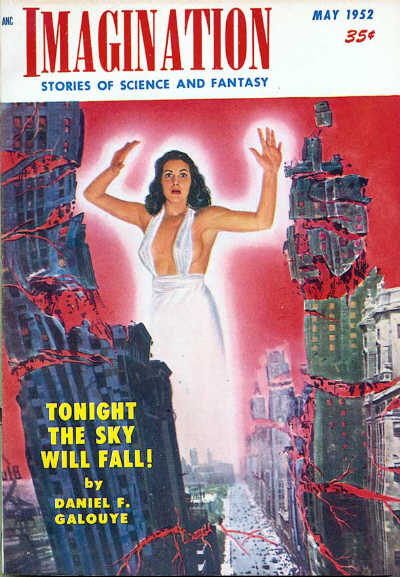
Povestirea Tonight the Sky Will Fall! pe coperta revistei Imagination

- - Rebirth, (ss), Imagination, martie 1952
  - Tonight the Sky Will Fall!, Imagination mai 1952 (vezi The Infinite Man (1973))
  - The Reluctant Hero, (ss), Imagination: iul 1952
  - The Dangerous Doll, (ss), Imagination: sep 1952
  - The Fist of Shiva, (ss), Imagination: mai 1953
  - Sanctuary, (nv), F&SF: Feb 1954 (*TLL)
  - Disposal Unit, (ss), Imagination: Mar 1954
  - Cosmic Santa Claus, (ss), Imagination: mai 1954
  - Phantom World, (nv), Imagination: Aug 1954
  - Jebaburba, (ss), Galaxy: Oct 1954 (*TLL)
  - Over the River, (ss), Imaginative Tales: mai 1955
  - So Very Dark, (ss), Imaginative Tales: iul 1955
  - Country Estate, (ss), Galaxy: aug 1955
  - Deadline Sunday, (nv), Imagination: oct 1955 (*TLL)
  - The Day the Sun Died, (nv), Imagination: dec 1955
  - Seeing-Eye Dog, (ss), Galaxy: sep 1956 (*TLL)
  - All Jackson's Children, (ss), Galaxy: ian 1957
  - Gulliver Planet, (ss), Science Fiction Adventures: apr 1957
  - Shock Troop, (ss), Galaxy: iun 1957
  - Shuffle Board, (ss), IF: iun 1957 (*PB)
  - Share Alike, (ss), Galaxy: oct 1957
  - Project Barrier, (ss), Fantastic Universe: ian 1958 (*PB)
  - The City of Force, (nv), Galaxy: apr 1959
  - Sitting Duck, (ss), IF: iul 1959
  - Diplomatic Coop, (ss), Star Science Fiction Stories#5 (Pohl) 1959
  - The Last Leap, (nv), IF: ian 60 (*TLL)
  - Kangaroo Court, (ss), IF: sept 1960 (*TLL)
  - Fighting Spirit, (nv), Galaxy: dec 1960 (*TLL)
  - The Reality Paradox, (ss), Fantastic: ian 1961
  - The Big Blow-Up, (nv), Fantastic: martie 1961
  - Descent into the Maelstrom, (ss), Fantastic: apr 1961
  - Homey Atmosphere, (ss), Galaxy: apr 1961 (*TLL)
  - The Trekkers, (ss), Fantastic: sept 1961
  - Mirror Image, (ss), IF: sept 1961
  - Spawn of Doom, (ss), Fantastic: dec 1961
  - A Silence of Wings, (ss), Fantastic: feb 1962
  - Recovery Area, (ss), Amazing: feb 1963 (*PB)
  - Reign of the Telepuppets, (na), Amazing: aug 1963 (*PB)
  - Rub-a-Dub, (ss), Project Barrier (1969) (*PB)
  - Prometheus Rebound, (nv), The Year 2000 (Harrison, 1970)

## Ecranizări
Romanul Simulacron-3 a fost sursa inspirației unor filme ca Etajul 13 (1999, regia Josef Rusnak) sau Welt am Draht (1973, regia Rainer Werner Fassbinder).

## Premii
- Cordwainer Smith Rediscovery Award, în 2007